# Eyes Like the Sky
Eyes Like the Sky ist das zweite Studioalbum der australischen Rock-Band King Gizzard & the Lizard Wizard. Es erschien am 22. Februar 2013 bei Flightless und wird, wie das Vorherige, seit 2023 von KGLW und p(doom) records vertrieben.
Es wird beschrieben als ein „cult western audio book“ („Kult-Western-Hörbuch“). Es wird von Broderick Smith, den Frontmann der australischen Rockgruppe The Dingoes aus den 1970er Jahren und Vater des King-Gizzard-Keyboarders Ambrose Kenny-Smith, gesprochen und geschrieben. Die Geschichte dreht sich um Kindersoldaten, Indianer und Schießereien, welches alles im Wilden Westen spielt.
Auf die Frage nach den Einflüssen des Albums spielte Stu Mackenzie auf den Spaghetti-Western-Einfluss im gesamten Album an und sagte: "I love Western films. I love bad guys and I love Red Dead Redemption. Oh, and I love evil guitars." ("„Ich liebe Westernfilme. Ich liebe Bösewichte und ich liebe Red Dead Redemption. Oh, und ich liebe böse Gitarren.“)

## Titelliste
Vinyl-Pressungen haben Titel 1–5 auf Seite A, und Titel 6–10 auf Seite B
Alle Texte wurden von Broderick Smith geschrieben, Alle Musikstücke wurden von Stu Mackenzie komponiert.
| Nr.          | Titel                   | Länge |
| ------------ | ----------------------- | ----- |
| 1.           | Eyes Like the Sky       | 3:17  |
| 2.           | Year of Our Lord        | 2:57  |
| 3.           | The Raid                | 2:24  |
| 4.           | Drum Run                | 2:42  |
| 5.           | Evil Man                | 3:54  |
| 6.           | Fort Whipple            | 2:56  |
| 7.           | The God Man's Goat Lust | 3:17  |
| 8.           | The Killing Ground      | 2:50  |
| 9.           | Dust in the Wind        | 2:24  |
| 10.          | Guns & Horses           | 1:08  |
| Gesamtlänge: | Gesamtlänge:            | 27:49 |

## Mitwirkende

### King Gizzard & the Lizard Wizard
- Michael Cavanagh
- Cook Craig
- Ambrose Kenny-Smith
- Eric Moore
- Stu Mackenzie
- Lucas Harwood
- Joey Walker

### Weitere
- Broderick Smith — Storywriting, Erzählerstimme-Recording
- Jason Galea — Artwork
- Joseph Carra — Mastering

## Kommerzieller Erfolg
| ChartsChartplatzierungen | Höchstplatzierung | Wochen |
| ------------------------ | ----------------- | ------ |
| Australien (ARIA)        | 10 (1 Wo.)        | 1      |